# Vent antitriptique
Le vent antitriptique est un cas spécial d'un vent qui souffle sur des espaces restreints où les forces de Coriolis et centripète sont négligeables. Le calcul du vent se réduit alors à un équilibre entre la friction et le gradient de pression. Ce genre de vent se produit dans la couche limite dans des situations très précises de flux canalisé, comme dans le cas de vent dans une vallée étroite, de brise de mer ou du courant-jet de bas niveau.

## Principe
Les équations primitives atmosphériques qui régissent le mouvement de l'air dans l'atmosphère montrent que le mouvement horizontal de celui-ci est une balance entre diverses forces : la force de Coriolis, le gradient de pression, la gravité, la force centripète et la friction. Selon le second principe de Newton, on additionne ces forces pour connaître la force totale qui s'exerce sur le fluide :
{\displaystyle {\frac {d{\vec {V}}}{dt}}=f{\vec {V}}-(\nabla p/\rho )-{\vec {g}}^{*}\ +{\frac {{\vec {V}}^{2}}{R_{c}}}+F_{r}\qquad {\begin{cases}{\frac {d{\vec {V}}}{dt}}=variation\ de\ la\ vitesse\ {\vec {V}}\ de\ l'air\\F_{r}=Friction\\{\vec {g}}^{*}=constante\ de\ gravit{\acute {e}}\ verticale=9,8m/s^{2}\\R_{c}=Rayon\ de\ courbure\ du\ flux\\f=Facteur\ de\ Coriolis\ =-2\Omega sin(\Phi )\\\Omega =taux\ de\ rotation\ de\ la\ Terre\ (radians/heure)\\\Phi =latitude\\p=Pression\\\rho =densit{\acute {e}}\ de\ l'air\end{cases}}}
Dans une situation de vents antitriptiques, la circulation de l'air est contrainte. La différence de pression accélère la parcelle d'air des hautes vers les basses pression mais ne peut courber sous l'influence de la Force de Coriolis qui s'exerce à angle droit du gradient de pression. Le flux est pratiquement linéaire et {\displaystyle f{\vec {V}}} est donc négligeable. Comme le flux est linéaire, la force centripète {\displaystyle {\frac {{\vec {V}}^{2}}{R_{c}}}}est également nulle. L'équation se ramène donc à :
{\displaystyle {\frac {d{\vec {V}}}{dt}}=-(\nabla p/\rho )-{\vec {g}}^{*}\ +F_{r}}
Comme on veut traiter une situation où le vent est constant et horizontal, {\displaystyle {\frac {d{\vec {V}}}{dt}}} est nul et {\displaystyle {\vec {g}}^{*}}étant perpendiculaire au déplacement devient nul également. Il reste donc :
{\displaystyle (\nabla p/\rho )=-F_{r}}
Comme la friction est proportionnelle à la vitesse :
{\displaystyle (\nabla p/\rho )=-K{\vec {V}}\qquad } où K est le coefficient d'adhérence du milieu.
En résumé, le vent ({\displaystyle {\vec {V}}}) est un équilibre entre la force exercée par la différence de pression atmosphérique et celle de la friction près du sol. L'air se déplacera de la plus grande pression vers la plus basse.

## Applications
Vu les hypothèses utilisées, le vent antitriptique se rencontre dans des situations très particulières :
- Vent dans une vallée étroite et profonde comme un fjord : l'air qui devrait normalement circuler parallèlement aux isobares, pour respecter l'équilibre géostrophique, ne peut le faire quand le gradient de vent fait un angle avec la vallée. Il s'ensuit que le vent au-dessus de la vallée et à l'intérieur de celle-ci deviennent découplés (indépendants). Le vent de surface est alors calculable avec l'équation antitriptique, se déplaçant de la zone de plus haute pression vers la plus basse. On peut trouver expérimentalement la valeur de K pour un endroit donné en utilisant les vents notés lors d'une série de mesures par rapport au gradient de pression enregistré aux mêmes moments.
- Brise de mer : dans ce cas, l'air ne se déplace que sur une courte distance entre l'eau et la terre en bordure de la côte. Bien qu'il n'y ait pas de contrainte latérale, le temps requis est trop court pour que la force de Coriolis agisse. Le calcul de K est similaire.
- Circulation d'air en forêt : les différences de pression dans une zone forestière génèrent un vent antitriptique sous la canopée. En effet, le vent au-dessus de la forêt ne peut se propager qu'en partie sous la canopée à cause de la friction des branches et des feuilles ou aiguilles. La variation de pression de surface persiste cependant comme au-dessus de la forêt et l'air doit se déplacer avec la contrainte des troncs d'arbres[2].